# Reichsbahndirektion Regensburg

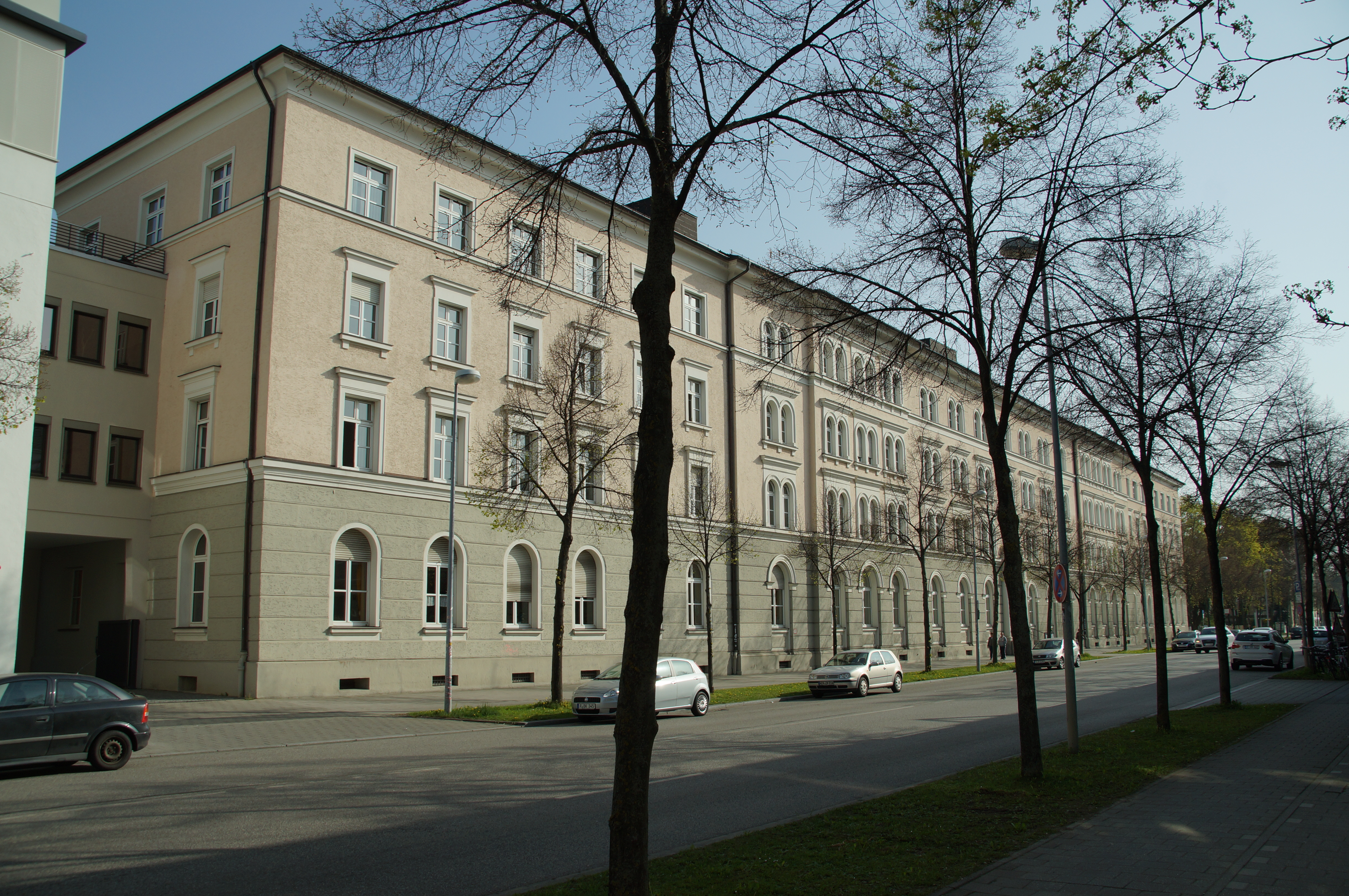
Dienstgebäude der ehemaligen Eisenbahndirektion Regensburg

Die Eisenbahndirektion Regensburg war die Eisenbahndirektion in einer Reihe aufeinander folgender Eisenbahnverwaltungen in Regensburg, die von 1876 bis 1976 bestanden.

## Geografische Lage
Der Zuständigkeitsbereich der Direktion erstreckte sich über die Bezirke Niederbayern und Oberpfalz und reichte bis in das östliche Oberfranken um Hof (Saale).
Im ehemaligen Dienstgebäude der Eisenbahndirektion, Bahnhofstraße 7 in Regensburg, ist heute die Dienststelle Regensburg des Bayerischen Landesamts für Finanzen untergebracht.

## Geschichte
Die Direktion entstand aus den Bayerischen Ostbahnen, die mit einem Gesetz vom 15. April 1875 verstaatlicht und zum 1. Januar 1876 mit den Königlich Bayerischen Staatseisenbahnen vereinigt wurde. Nach der damaligen Organisationsstruktur der Königlich Bayerischen Staatseisenbahnen entstand in Regensburg ein Oberbahnamt. 1901 wurde es in Eisenbahnbetriebsdirektion Regensburg umbenannt.
Mit der Reform der Königlich Bayerischen Staatseisenbahnen zum 1. April 1907 wurde die bestehende Struktur aufgelöst und flächendeckend Eisenbahndirektionen eingerichtet. In dieser Form ging die Direktion 1920 auf die Deutsche Reichsbahn über und erhielt zunächst die Bezeichnung Generaldirektion Regensburg. Erst 1922 – nun reichseinheitlich – wurde die Bezeichnung in Reichsbahndirektion geändert. Zunächst war sie – wie alle anderen Direktionen der ehemaligen Königlich Bayerischen Staatseisenbahnen – dem Reichsverkehrsministerium in Berlin nicht direkt unterstellt, sondern der Gruppenverwaltung Bayern. Ende 1929 betreute die Direktion 1752 km Strecke mit 14.724 Mitarbeitern. Zum 31. Dezember 1933 wurde die Gruppenverwaltung Bayern aufgelöst, die Reichsbahndirektion Regensburg unterstand nun direkt dem Reichsverkehrsministerium.
Nach der Annexion des Sudetenlands wurde die Zuständigkeit für 437 km ehemals tschechoslowakischer Strecken übernommen, was 1945 rückgängig gemacht wurde.
Nach dem Zweiten Weltkrieg wurde die Direktion zunächst 1949 in Eisenbahndirektion Regensburg umbenannt, bevor sie 1953 als Teil der Deutschen Bundesbahn zur Bundesbahndirektion Regensburg wurde. Ende 1971 betreute die Direktion 2009 km Strecke mit 16.240 Mitarbeitern.
In einem mehrstufigen Prozess wurde die Direktion zwischen 1972 und 1976 aufgelöst, endgültig am 31. Mai 1976. Dabei fiel der überwiegende Teil der von ihr betreuten Strecken an die Bundesbahndirektion Nürnberg, 287 km an die Bundesbahndirektion München.

## Bedeutende Strecken innerhalb der Direktion
- Bahnstrecke München–Regensburg
- Bahnstrecke Regensburg–Weiden
- Bahnstrecke Weiden–Oberkotzau
- Bahnstrecke Oberkotzau–Hof
- Bahnstrecke Regensburg–Nürnberg
- Bahnstrecke Regensburg–Ingolstadt
- Bahnstrecke Passau–Obertraubling
- Bahnstrecke Regensburg–Landshut
- Bahnstrecke Plattling–Bayerisch Eisenstein
- Bahnstrecke Schwandorf–Furth im Wald
- Bahnstrecke Amberg–Irrenlohe
- Bahnstrecke Marktredwitz–Cheb

## Präsidenten
| Amtszeit  | Präsident                       | Anmerkung |
| --------- | ------------------------------- | --- |
| Kohler    | 1901–1902                       | zuvor bereits ab 1897 Leiter des Oberbahnamts Regensburg                                                                          |
| 1902–1903 | Seiler                          | |
| 1903–1907 | August Roos                     | |
| 1907–1912 | Heinrich von Endres (1847–1924) | |
| 1913–1929 | Joseph von Käß                  | anschließend Präsident der Reichsbahndirektion München                                                                            |
| 1929–1933 | Valentin Koch                   | zuvor Präsident der Reichsbahndirektion Würzburg, 1933 von den Geschäften entbunden, zum 1. Januar 1934 in den Ruhestand versetzt |
| 1933–1942 | Emil Wehrmann                   | |
| 1942–1945 | Karl Guggenberger               | zuvor Präsident der Reichsbahndirektion Villach, am 6. Oktober 1945 aus politischen Gründen entlassen                             |
| 1945–1947 | Reiser                          | |
| 1947–1957 | Reinhold Burger                 | |
| 1957–1970 | Heinrich Korner                 | |
| 1970–1976 | Oskar Mark                      | |